# Seytenga
Seytenga è un dipartimento del Burkina Faso classificato come comune, situato nella Provincia di Séno, facente parte della Regione del Sahel.
Il dipartimento si compone del capoluogo e di altri 26 villaggi: Badourlébé, Bambary, Bandiedaga-Gourmantche, Bandiedaga-Lerel, Banguel-Daou, Banguel-Daou-Didiole, Bellaré, Foufou, Hakoundel, Inagabou, Keindabé, Kourakou, Lamana, Ouro-Ahidjo, Ouro-Daka, Ouro-Foni, Oussaltan-Banguel-Daou, Oussaltan-Dongobé, Petel-Habé, Petel-Karkallé, Seno-Tiondi, Sidibebe, Soffokel, Tandakoye, Tao e Yattakou.